# Inerter (dispositif mécanique)
Dans l’étude des systèmes mécaniques en théorie du contrôle, un inerter est un dispositif à deux terminaux pour lequel les forces appliquées à ses extrémités sont égales, opposées et proportionnelles à l’accélération relative entre ces extrémités. Sous le nom de J-damper, ce concept a été utilisé dans les systèmes de suspension de voitures de course de Formule 1. 
Il peut être réalisé avec un système mécanique tel qu'un volant d'inertie monté sur une crémaillère ou sur une vis à billes, ou bien avec un circuit hydraulique. Cela produit un effet similaire à une augmentation de l'inertie de l'objet suspendu. 

## Découverte
Malcolm C. Smith, un professeur à l'Université de Cambridge spécialiste de la théorie du contrôle, a introduit pour la première fois le principe de l'inerter dans un article scientifique publié en 2002. Smith élargit en même temps l'analogie entre les réseaux électriques et mécaniques. Il a remarqué que l'analogie entre ces deux domaines de l'ingénierie était incomplète : il manquait un dispositif mécanique jouant le même rôle qu'un condensateur électrique. Il a été par la suite constaté qu'il était possible de construire un tel dispositif en utilisant des engrenages et des volants d'inertie.   
La relation de proportionnalité entre les forces appliquées aux extrémités de l'inerter et l'accélération relative est la suivante (inerter linéaire) :   
{\displaystyle F=b({\dot {v}}_{1}-{\dot {v}}_{2})}
avec b l'inertance ayant pour unité le kilogramme. 
Dans le cas d'un inerter rotatif, la relation de proportionnalité s'écrit entre le moment appliqué à l'inerter et les accélération angulaires aux bornes de celui-ci : 
{\displaystyle M=b({\dot {\omega }}_{1}-{\dot {\omega }}_{2})}

## Construction
Un inerter linéaire peut être construit en entrainant un volant d' inertie avec une crémaillère. Le pivot du volant d'inertie forme une borne de l'appareil et la barre crantée de la crémaillère forme l'autre. 
Un inerter rotatif peut être construit en entrainant un volant d'inertie avec la couronne d'un différentiel. Les engrenages latéraux du différentiel forment les deux terminaux. 

## Applications
Peu de temps après sa découverte, le principe d'inerter était utilisé sous le nom de J-damper dans les systèmes de suspension des voitures de course de Formule 1. Lorsqu'il était réglé sur les fréquences d'oscillation naturelles des pneus, l'inerter réduisait la charge mécanique de la suspension. McLaren a commencé à utiliser ce système au début de l'année 2005, suivi par Renault peu de temps après. 
Les J-amortisseurs étaient au centre de la controverse sur l’espionnage de Formule 1 en 2007, qui s’est produite lorsque Phil Mackereth a quitté McLaren pour Renault. 